# 滨海博瓦尔
滨海博瓦尔（法語：Beauvoir-sur-Mer，法語發音：[bovwaʁ syʁ mɛʁ]）是法国卢瓦尔河地区大区旺代省的一个市镇，位于该省西北部，属于莱萨布勒多洛讷區。

## 地理
滨海博瓦尔（46°54'58"N, 2°2'34"W）面积35.19 平方千米，位于法国卢瓦尔河地区大区旺代省，该省份为法国西部沿海省份，北起大西洋卢瓦尔省和曼恩-卢瓦尔省，西临大西洋，南至滨海夏朗德省，东部及东南部与德塞夫勒省接壤。
与滨海博瓦尔接壤的市镇（或旧市镇、城区）包括：拉巴尔德蒙、布安、圣热尔韦、圣于尔班。

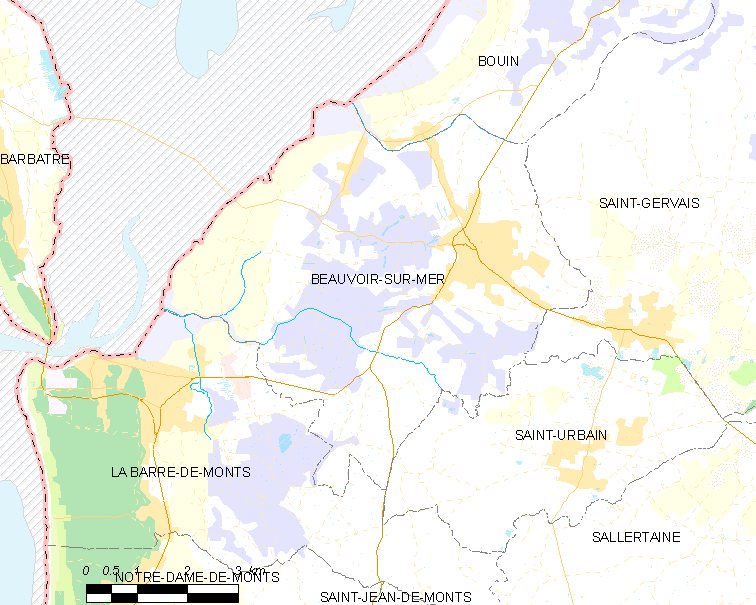
滨海博瓦尔的OSM定位图

滨海博瓦尔的时区为UTC+01:00、UTC+02:00（夏令时）。

## 行政
滨海博瓦尔的邮政编码为85230，INSEE市镇编码为85018。

## 政治
滨海博瓦尔所属的省级选区为圣让德蒙县。

## 人口

1962-2008年间滨海博瓦尔人口变化图示

滨海博瓦尔于2022年1月1日时的人口数量为3955人。